# Polycerella emertoni
Polycerella emertoni is een slakkensoort uit de familie van de Polyceridae. De wetenschappelijke naam van de soort is voor het eerst geldig gepubliceerd in 1880 door  Addison Emery Verrill. Ze is vernoemd naar de arachnoloog James Henry Emerton.